# 金门 (格但斯克)

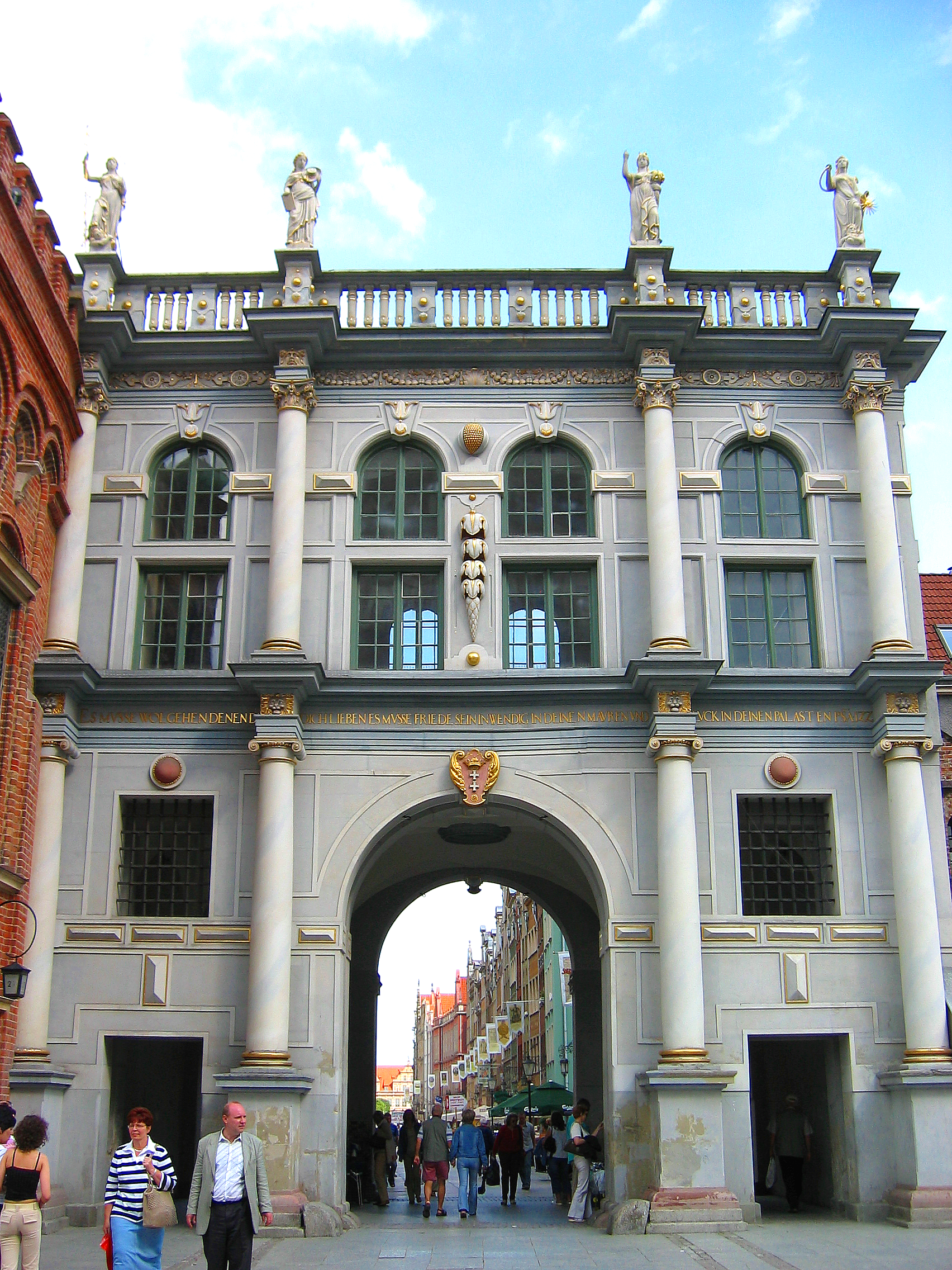
金门西侧，2007年

金门（波蘭語：Złota Brama）是波兰格但斯克的一座古城门，该市主要的名胜之一。位于长街的一端，毗邻高地门（Brama Wyzynna）和Wieża Więzienna。最初名为长街门（Brama Długouliczna，Langgasse Tor），在1612年至1614年兴建在13世纪哥特式城门的地点，建筑风格为荷兰式。
城门的两边都有attique，象征市民的品质。它们是在1648年设计，1878年因年久破损而重修。
其西侧描绘：和平（Pax）、自由（Libertas）、财富（Fortuna）和名誉（Fama），东侧（长街一侧）描绘协商（Concordia）、正义（Iustitia）、虔诚（Pietas）和慎重（Prudentia）。城门上用拉丁文铭刻着：，意为“小共和国在协商中成长，大共和国由于分歧而垮台”。
金门在第二次世界大戰中被摧毁，1957年重建。1990年恢复了原来的德语铭文：（“愿你城中平安，愿你宫内兴旺”，诗篇122篇）
54°20′59″N 18°38′54″E / 54.3497°N 18.6482°E